# Pierre Veuillot
Pierre Marie Joseph Veuillot (Parijs, 5 januari 1913 - aldaar, 14 februari 1968) was een Franse kardinaal en van 1959 tot 1961 bisschop van Angers en van 1966 tot aan zijn dood aartsbisschop van Parijs.

## Levensloop
Pierre Veuillot studeerde filosofie en theologie in het Seminarie des Carmes in Parijs, waarna hij op 26 maart 1939 tot priester werd gewijd. Aansluitend werkte hij als zielzorger en leraar in Parijs en in 1949 ging hij in dienst bij het Staatssecretariaat van de Heilige Stoel in Rome.
In 1959 benoemde paus Johannes XXIII Veuillot tot bisschop van Angers. Op 1 juli 1959 ontving hij de bisschopswijding door kardinaal Maurice Feltin, de aartsbisschop van Parijs. Op 12 juli 1961 verliet hij het bisdom Angers om coadjutor van het aartsbisdom Parijs te worden. In die hoedanigheid nam hij tussen 1962 en 1965 deel aan het Tweede Vaticaans Concilie. Nadat Maurice Feltin in december 1966 met emeritaat ging, volgde Veuillot hem op als aartsbisschop van Parijs. Op 20 juni 1967 benoemde paus Paulus VI hem tot kardinaal, waarbij hij als titelkerk de San Luigi dei Francesi in Rome kreeg toegekend.
Veuillot stierf in februari 1968 aan leukemie. Hij werd bijgezet in de Notre-Dame van Parijs.
- Bibliothèque nationale de France: cb13188214k (data)
- Gemeinsame Normdatei: 1083051296
- International Standard Name Identifier: 0000 0001 1588 1427
- Library of Congress Control Number: no95025517
- Base Léonore: 19800035/927/8119
- Nederlandse Thesaurus van Auteursnamen: 075051486
- Istituto Centrale per il Catalogo Unico: RAVV058090
- Système universitaire de documentation: 083748628
- Virtual International Authority File: 5073013
- WorldCat: E39PBJhGYDTXyrtKXpxxrCgYfq